# Primer ministro de Catar
Aun cuando la familia que actualmente gobierna Catar se encuentra en el poder desde mediados del siglo XIX, es en 1970 que el país inicia su vida como nación independiente (del Reino Unido). A partir de esa fecha es que se considera a Catar como un estado constituido propiamente. 

## Primeros Ministros de Catar (1970-presente)
| # | Nombre                                         | Inicio                | Fin                   |
| - | ---------------------------------------------- | --------------------- | --------------------- |
| 1 | Jeque Khalifa bin Hamad Al Thani               | 29 de mayo de 1970    | 27 de junio de 1995   |
| 2 | Jeque Hamad al-Thani                           | 27 de junio de 1995   | 29 de octubre de 1996 |
| 3 | Jeque Abdallah al-Thani                        | 29 de octubre de 1996 | 3 de abril de 2007    |
| 4 | Jeque Hamad bin Jassem bin Jabr Al Thani       | 3 de abril de 2007    | 26 de junio de 2013   |
| 5 | Jeque Abdullah bin Nasser bin Khalifa Al Thani | 26 de junio de 2013   | 28 de enero de 2020   |
| 6 | Khalid bin Khalifa bin Abdul Aziz Al Thani     | 28 de enero de 2020   | 7 de marzo de 2023    |
| 7 | Mohammed bin Abdulrahman Al Thani              | 7 de marzo de 2023    | Presente              |